# Andreas Peter Hovgaard

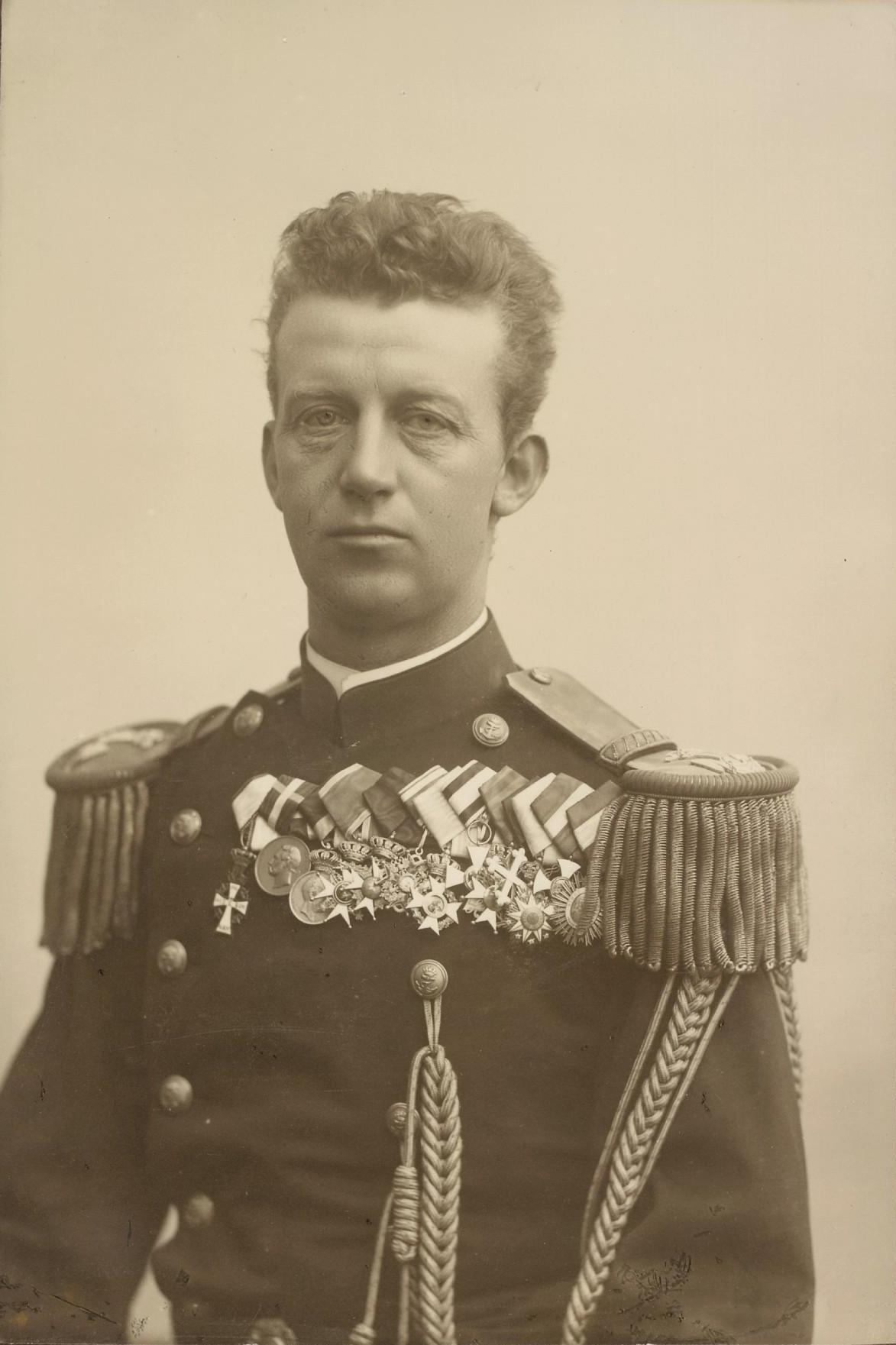
Andreas Peter Hovgaard (um 1900)

Andreas Peter Hovgaard  (* 1. November 1853 in Aarhus; † 15. März 1910 in Kopenhagen) war ein dänischer Marineoffizier und Polarforscher. Er nahm 1878/79 an der ersten Durchquerung der Nordostpassage durch Adolf Erik Nordenskiölds Vega-Expedition teil und leitete 1882/83 eine dänische Forschungsexpedition mit dem Dampfschiff Dijmphna in die Karasee.

## Leben

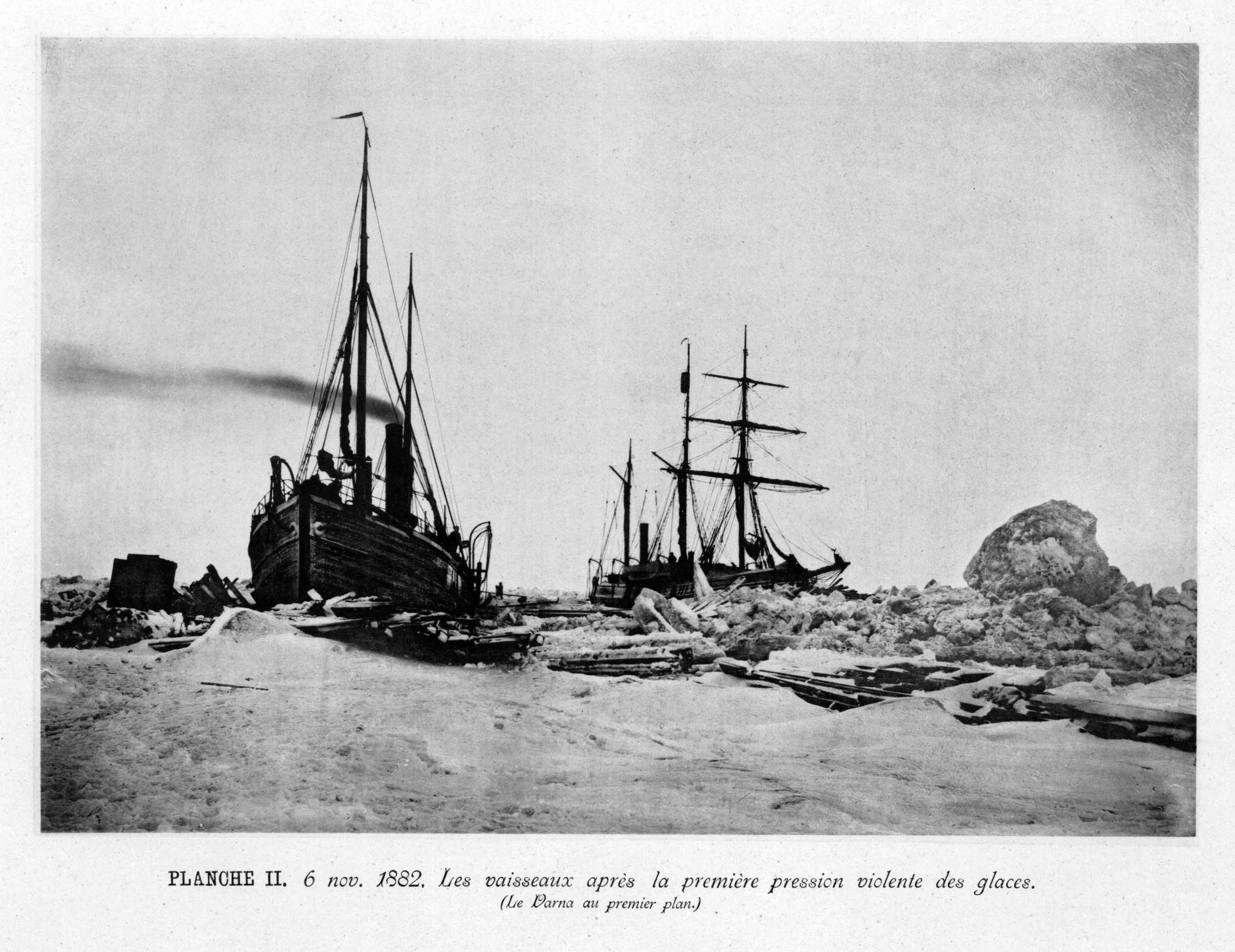
Die Varna und die Dijmphna am 6. November 1882, eingefroren im Eis

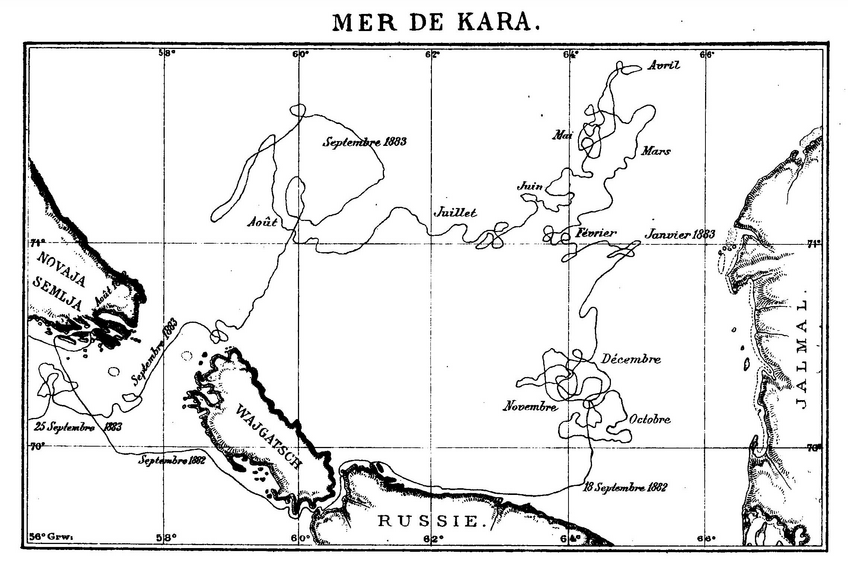
Die Drift der Dijmphna durch die Karasee von September 1882 bis September 1883

Andreas Peter Hovgaard war der Sohn des Oberlehrers Ole Anton Hovgaard (1821–1891) und dessen Frau Louise Charlotte Munch (1823–1872). Sein jüngerer Bruder William (1857–1950) wurde Professor für Schiffstechnik am Massachusetts Institute of Technology und beschrieb 1940 erstmals den Radeffekt, der auch als Hovgaard-Effekt bekannt ist.
Andreas Peter Hovgaard schlug eine militärische Laufbahn in der Königlichen Dänischen Marine ein, die ihn bis 1901 zum Kommandør aufsteigen ließ. Als Leutnant begleitete er Adolf Erik Nordenskiöld an Bord der Vega, als diese 1878 bis 1880 Asien und Europa umrundete und als erstes Schiff die Nordostpassage durchquerte. Hovgaard nahm auf dieser Reise die geomagnetischen und meteorologischen Beobachtungen vor. Unmittelbar nach seiner Rückkehr heiratete er Sophie Christiane Nielsen (1856–1934). 1881 veröffentlichte er seinen Reisebericht Nordenskiölds rejse omkring Asien og Europa (Nordenskiölds Reise um Asien und Europa).
Sorgfältige Studien brachten Hovgaard zu der Annahme, dass Franz-Josef-Land sich bis in die Nähe von Kap Tscheljuskin, dem nördlichsten Landpunkt Eurasiens, erstreckt. In Auswertung der Drift von George W. DeLongs im Eis eingefrorenen Schiff Jeannette postulierte er an der Ostküste des zu entdeckenden Lands eine nach Norden gerichtete Meeresströmung, die geeignet wäre, einen Weg zum Nordpol zu eröffnen. Zur Prüfung seiner These rüstete Hovgaard, finanziert vom dänischen Kaufmann Augustin Gamél (1839–1904), der später auch Fridtjof Nansen unterstützen sollte, 1882 den Dampfer Dijmphna aus, um mit ihm zum Kap Tscheljuskin zu fahren und anschließend in nördlicher Richtung nach unbekanntem Land zu suchen. Für die Erkundung der erhofften Neuentdeckungen sowie einen eventuellen Vorstoß zum Nordpol führte die Expedition Schlittenhunde und Boote mit. Im September traf die Dijmphna in der Karasee auf eine niederländische Expedition, die im Rahmen des Ersten Internationalen Polarjahrs eine Forschungsstation im russischen Dikson betreiben wollte. Ihr Schiff, die norwegische Varna, war jedoch im Eis eingefroren. Beim Versuch, die Varna zu befreien, wurde auch die Dijmphna vom Packeis eingeschlossen. Beide Schiffe waren in der Folge schweren Eispressungen ausgesetzt. Als die Varna am Morgen des 24. Dezember leck wurde und verlassen werden musste, zogen die meisten Männer auf die Dijmphna um. Am 28. Dezember montierten sie das als Stationsgebäude in Dikson vorgesehene Fertighaus auf dem Packeis. Die schwer beschädigte Varna sank beim Aufbrechen des Eises im Sommer 1883. Als die Dijmphna kurz darauf frei kam, sah Hovgaard angesichts der Schäden am Schiff keine Möglichkeit, die Expedition wie geplant fortzusetzen. Das Land nördlich von Kap Tscheljuskin – Sewernaja Semlja – wurde so erst 30 Jahre später entdeckt. Die Expedition hatte zwar ihre wesentlichen Ziele nicht erreicht, aber umfangreiche wissenschaftliche Arbeiten auf den Gebieten der Meeresbiologie und der Meteorologie durchgeführt.
1884/85 fuhr Hovgaard auf dem Schoner Ingolf nach Dänisch-Westindien und 1885/86 auf der Fregatte Fyen ins Mittelmeer. 1887 diente er auf der Dannebrog, dem Schiff des dänischen Königs. 1890 bis 1893 war er Kapitän des Postdampfers Thyra auf der Route nach den Färöern und Island. Später befehligte er den Kreuzer Heimdall und das Panzerschiff Olfert Fischer. Er gehörte langjährig dem Stab der dänischen Marine an.
Von 1907 bis 1909 war er Präsident des Marineoffiziersvereins (Søofficers-Foreningen).

## Ehrungen
Nach Andreas Peter Hovgaard sind die folgenden geographischen Objekte benannt:
- die Hovgaard-Insel (russisch Остров Ховгарда, Ostrow Chowgarda, 76° 22′ N, 95° 5′ O) im Nordenskiöld-Archipel in der Karasee,[7]
- die Insel Hovgaard Ø (79° 53′ N, 18° 50′ W) vor der Ostküste Grönlands,[8]
- die Inselgruppe der Hovgaard Islands in Kanada (68° 29′ N, 95° 39′ W), die King William Island bei Gjoa Haven vorgelagert ist,[9]
- Hovgaard Island (65° 8′ S, 64° 8′ W) in der Antarktis,[10]
- Kap Hovgaard (72° 41′ N, 22° 38′ W) der Insel Geographical Society Ø im Nordost-Grönland-Nationalpark.[11]

Er erhielt die folgenden Medaillen und Orden:
- dänische Verdienstmedaille in Gold (1883),
- Dannebrogsmänner-Ehrenzeichen (1904),
- Ritter (1880) und Kommandeur zweiter Klasse (1907) des Dannebrogordens.

## Schriften (Auswahl)
- Nordenskiölds rejse omkring Asien og Europa. Populært Fremstillet efter mine Dagbøger, Forlagsbureauet i Kjøbenhavn O. H. Delbanco, Kopenhagen 1881 (dänisch)
  - Nordenskiöld's Voyage round Asia and Europe. A Popular Account of the North-East Passage of the "Vega", 1878-80. Translated from the Danish by H. L. Braeksted. London, Sampson, Low, Marston, Searle & Rivington 1882 Digitalisat (englische Übersetzung)
- Forslag til en dansk arktisk expedition, Gyldendal, Kopenhagen 1882, (dänisch, englische Ausgabe: The Danish-Arctic Expedition, Online)
- Dijmphna-Expeditionen 1882–83. Rapporter til Dijmphna’s Rheder, Kopenhagen 1884 (dänisch)
- Die Eiszustände im Karischen Meere, Gotha 1884
- Compasset i Jernskibe, Kopenhagen 1888 (dänisch)
- Under Islands Kyst, 1906 (dänisch)